# Center for non-anthropocentric play
 (mai 2023).
La mise en forme du texte ne suit pas les recommandations de Wikipédia : il faut le « wikifier ».
Les points d'amélioration suivants sont les cas les plus fréquents :
- Les titres sont pré-formatés par le logiciel. Ils ne sont ni en capitales, ni en gras.
- Le texte ne doit pas être écrit en capitales (les noms de famille non plus), ni en gras, ni en italique, ni en « petit »…
- Le gras n'est utilisé que pour surligner le titre de l'article dans l'introduction, une seule fois.
- L'italique est rarement utilisé : mots en langue étrangère, titres d'œuvres, noms de bateaux, etc.
- Les citations ne sont pas en italique mais en corps de texte normal. Elles sont entourées par des guillemets français : « et ».
- Les listes à puces sont à éviter, des paragraphes rédigés étant largement préférés. Les tableaux sont à réserver à la présentation de données structurées (résultats, etc.).
- Les appels de note de bas de page (petits chiffres en exposant, introduits par l'outil «  Source ») sont à placer entre la fin de phrase et le point final[comme ça].
- Les liens internes (vers d'autres articles de Wikipédia) sont à choisir avec parcimonie. Créez des liens vers des articles approfondissant le sujet. Les termes génériques sans rapport avec le sujet sont à éviter, ainsi que les répétitions de liens vers un même terme.
- Les liens externes sont à placer uniquement dans une section « Liens externes », à la fin de l'article. Ces liens sont à choisir avec parcimonie suivant les règles définies. Si un lien sert de source à l'article, son insertion dans le texte est à faire par les notes de bas de page.
- La présentation des références doit suivre les conventions bibliographiques. Il est recommandé d'utiliser les modèles {{Ouvrage}}, {{Chapitre}}, {{Article}}, {{Lien web}} et/ou {{Bibliographie}}. Le mode d'édition visuel peut mettre en forme automatiquement les références.
- Insérer une infobox (cadre d'informations à droite) n'est pas obligatoire pour parachever la mise en page.

Pour une aide détaillée, merci de consulter Aide:Wikification.
Si vous pensez que ces points ont été résolus, vous pouvez retirer ce bandeau et améliorer la mise en forme d'un autre article.
Le centre de recherche pour le Jeux non anthropocentrique CNAP (Center for Non-Anthropocentric Play), est un groupe de recherche associé à l'Université Noroff NUC en Norvège.

## Présentation et positionnement.
Le CNAP développe des recherches, des expérimentations et des outils conceptuels dans le jeu vidéo et plus généralement dans le domaine du Jeu. L'approche du laboratoire est interdisciplinaire et va de la science cognitive à la phénoménologie, à l'Art et aux domaines de l'esthétique.

## Une approche Biocentric.
Le laboratoire CNAP ce distingue par une approche Biocentric Norvégienne hérité du philosophe Arne Naess. Les fondateurs du laboratoire disent vouloir dé-centrer les humains dans une relation plus horizontale avec les acteurs non humains et plus précisément ceux issues de l'environnement naturel.
Le CNAP ce dit porté par une question essentielle: «Créer des jeux et des expériences de jeu après l'anthropocène» .

## Domaine de recherche.
Le CNAP regroupe des chercheurs de plusieurs disciplines: Design d'interaction, Robotiques, Design durable, Phénoménologie, Affective design, Serious Games, Cognition, Neurogames, Emotional Gaming, Autonomous Emotional Agents, Presence en réalité virtuelle, Cyber-therapy, Gamification, XR Simulations.

## Développements.
- Beyond the Blue Mist, exploring Blue Cone Monochromatism (BCM) disease through play[3]
- Play, politics and embodied learning in childhood
- Playmode[4]
- Usynlig NISSE[5]

## Équipe
Fondateur et co-directeur Dr. Erik Geslin. Il est Professeur associé à l'Université Norvégienne Noroff et Lecturer dans plusieurs universités internationales, comme l'Université Ritsumeikan à kyoto au Japon. C'est un vétéran de l'industrie du jeu vidéo,, ou il a été producteur, chercheur et artiste. Au travers du CNAP Il dit vouloir «Changer l'imaginaire social au travers des jeux et des nouvelles technologies, pour une philosophie non anthopocentrée, afin de favoriser une sortie de la crise de surpopulation et d'égocentrisme»  qu'il considère comme responsable de la ruine supposée des écosystèmes.
Le cofondateur et co-directeur du CNAP est le Dr. Filipe Pais il est également professeur associé à l'Université Noroff en Norvège, mais aussi chercheur associé pour le groupe d'interaction réflexive de EnsadLab (Le laboratoire de l'Ensad – École Nationale Supérieure des Arts Décoratifs, Paris). Il est aussi lecturer invité au Royal College of Arts de Londres. Ces recherches sont orientés sur la force du jeu et les objets comportementaux et non comportementaux. Il travaille également sur l'impact des technologies digitales sur les environments naturels.